# Ermida de Nossa Senhora da Granja
A Ermida de Nossa Senhora da Granja  é um antigo local de culto, situado no campo, na freguesia de Proença-a-Velha e próximo das povoações de Aldeia de Santa Margarida, São Miguel de Acha, Pedrógão de São Pedro, Bemposta e Medelim.

## História e pré-história

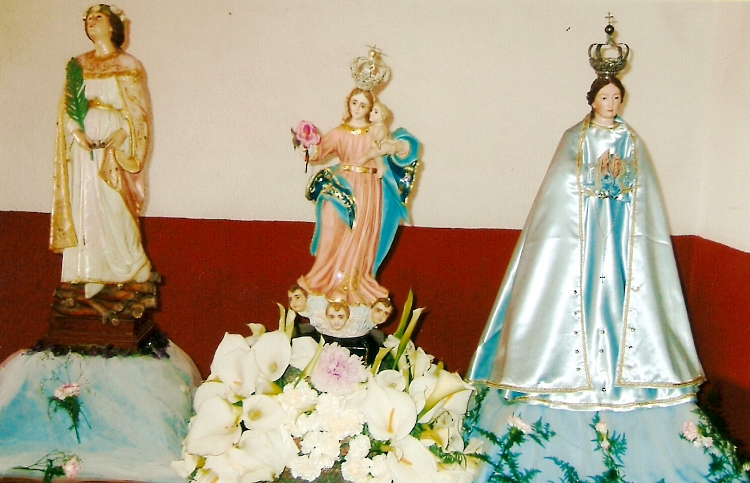
N.S. da Granja, entre St.ª Luzia e N. Sª das Preces

A primeira referência escrita que se lhe conhece remonta a 1505, no Tombo da Comenda da vila de Proença, da Ordem de Nosso Senhor Jesus Cristo, onde se diz que a dita Ordem possuía um granja que se chamava de Santa Maria do Mosteiro, da qual se referem as respectivas confrontações e adentro delas uma ermida bem corrigida, que se chamava, precisamente, de Santa Maria do Mosteiro.
No mesmo Tombo aparece também já mencionada com o nome de Santa Maria da Granja.
Em 1758, continua pertencendo à Ordem de Cristo, como se refere na Memória Paroquial de Proença-a-Velha, desse mesmo ano, e na qual se refere que nesta localidade existe uma irmandade de Nossa Senhora da Granja, instituída na mesma Ermida da Senhora, mas sujeita a esta freguesia.
No mesmo documento é ainda mencionado que a Nossa Senhora da Granja acode gente em cinco Sábados da Quaresma e nas duas Segundas-feiras depois da Páscoa, ou seja, na da Páscoa e na da Pascoela.
Essa ermida terá sido construída sobre um templo mais antigo, como o deixam antever os vestígios arqueológicos, nomeadamente algumas pedras com inscrições, incorporadas nas paredes da actual capela, indiciando cultos pré-cristãos.
Na listagem de Sítios Arqueológicos do antigo IPA (Instituto Português de Arqueologia), actualmente integrado no IGESPAR, I.P. (Instituto de Gestão do Património Arquitetcónico e Arqueológico), em resultado da sondagem e do levantameto aqui realizados em 1988 e 1998, da responsabilidade de Rogério Pires de Carvalho e de Francisco José Ribeiro Henriques, João Luís Serrão da Cunha Cardoso e João Carlos Pires Caninas, respectivamente, é mencionado que:
"Verificou-se que a construção sacra existente é constituída por um edifício de uma só nave, com altar-mor orientado para nascente. Para além da descrição arquitectónica do edifício, verificou-se que o actual edifício assenta, de forma evidente, sobre alicerces de um outro, necessáriamente anterior; foram deixados em evidência duas inscrições romanas e uma mó e no adro, a par de vestígios de muros, encontraram-se sepulturas escavadas na rocha, uma delas aparentemente in situ. Da visita efectuada, ficou claro que o edifício se encontra instalado sobre um espaço romanizado"
Quer pelas inscrições existentes, quer por nas proximidades (entre Proença e Medelim) se terem encontrado aras com inscrições referindo-se a Reve langanitaecus (presumível divindade local), quer ainda por no acima mencionado Tombo de 1505, se referir que as delimitações da antiga granja se iniciavam ao luzelo, que eram umas pedras brancas em feição de monumento, somos levados a crer que a ermida terá sido instalada sobre um espaço romanizado, o qual no entanto terá, antes disso, servido de palco a cultos das populações autóctones, nomeadamente os egitanienses, cuja principal cidade ficava aqui bem próximo, na actual Idanha-a-Velha.

## Centro religioso e económico

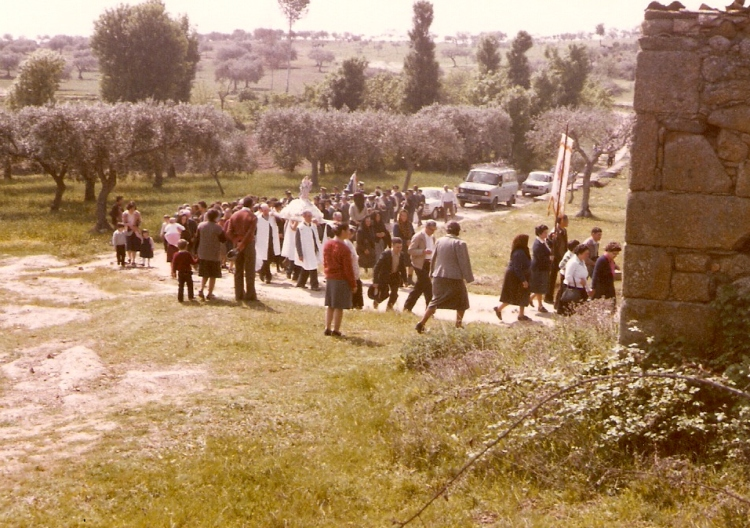
Procissão chegando de Proença

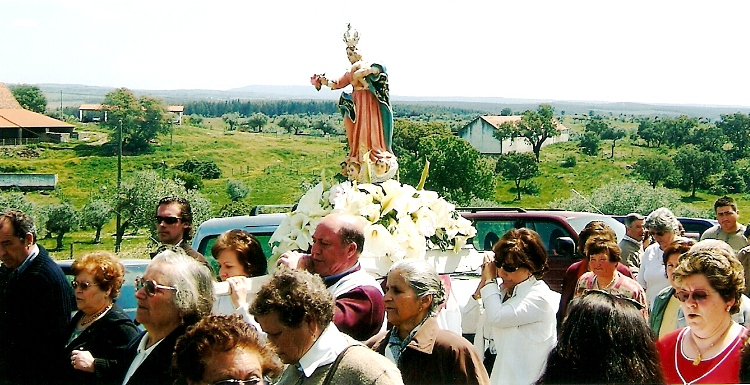
A procissão dando a volta ao arraial

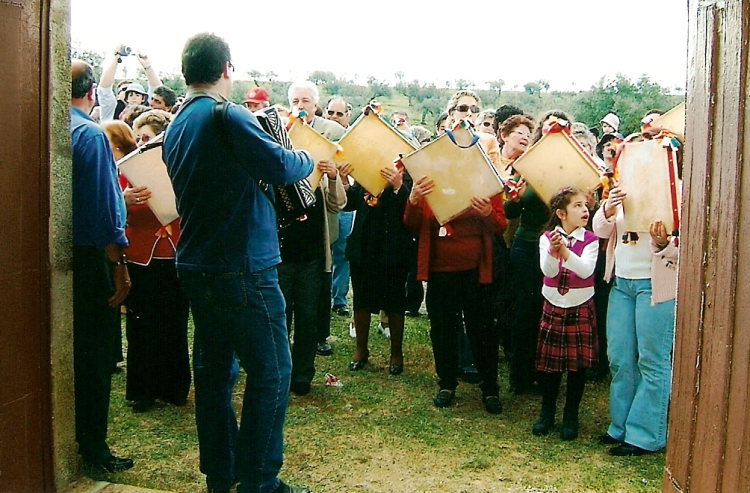
Cantando à porta da Capela

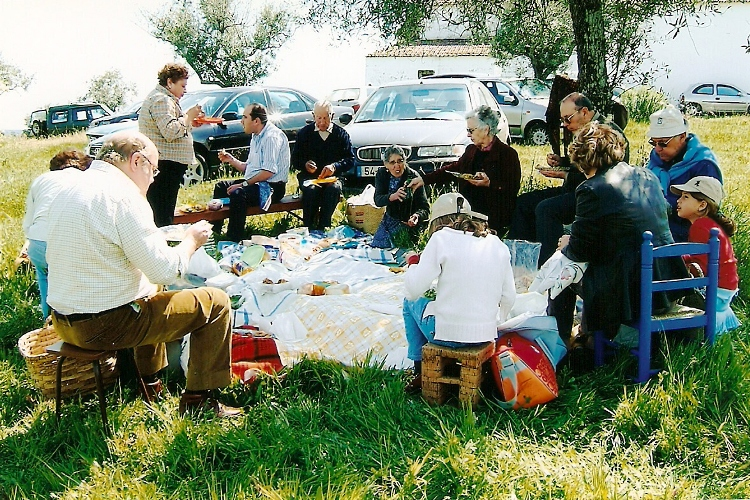
Merendando à sombra das oliveiras

A centralidade do local, relativamente às já referidas povoações, e a eventual prosperidade que a antiga granja dos freires lhe terá trazido, tornaram-no não só num centro religioso mas também comercial, sendo que das três feiras anuais que em 1758 havia na vila de Proença-a-Velha, duas se realizavam na cerca de Nossa Senhora da Granja, uma a 19 de Março e outra a 5 de Agosto, sendo ambas feiras francas.
Em 1818, D.João VI, a pedido do Juiz e oficiais da câmara da Vila de Proença-a-Velha, autoriza que as duas mencionadas feiras, realizadas no campo de Nossa Senhora da Granja, nos dias de S. José e de Nossa Senhora das Neves, e às quais concorriam gentes de toda a comarca, para se proverem do necessário para as suas casas, se mudem do dito sítio para a Vila de Proença, para evitar as desordens que aí vinham a ocorrer e que estavam a afastar os negociantes com receio de serem maltratados.

## A romaria nos tempos actuais
Actualmente, em inícios do séc. XXI, a Nossa Senhora da Granja continuam a acorrer, na Segunda-feira da Páscoa, e em menor número, na Segunda-feira da Pascoela, gentes das freguesias vizinhas, com maior destaque para as de Aldeia de Santa Margarida e de Proença-a-Velha.
Se na Segunda-feira da Pascoela a festa, à qual acorre já pouca gente, é quase exclusivamente religiosa, à excepção, nos últimos anos, dos homens de Aldeia de Santa Margarida, que aqui vinham comer uma cabra, já na Segunda-Feira da Páscoa vive-se, ainda, uma tradicional romaria beirã, onde o religioso e o profano se misturam de forma salutar.
Os romeiros, que antigamente chegavam a pé ou de carroça, chegam hoje, na sua grande maioria, de automóvel e aguardam pelo recinto até ao meio-dia, hora em que é rezada a missa solene, à qual se segue uma procissão, que dá volta ao recinto e na qual se incorporam os andores de Santa Luzia e de Nossa Senhora das Preces, para além, obviamente, de Nossa Senhora da Granja.
Findas as cerimónias religiosas, as famílias juntam-se à sombra das oliveiras e repartem os farnéis, preparados solenemente na véspera, e onde não podem faltar os ovos-verdes, os balhós de carne, os enchidos, o borrego e os bolos da Páscoa, tudo acompanhado de boa pinga, ou da água fresca do poço, que se deve beber com cuidado…, pois é muito forte, no dizer dos antigos.
Tradições seculares, também estas, as de comer as merendas no campo, em Segunda-feira de Páscoa…
Terminado o repasto, e antes de irem embora, juntam-se em ranchos, e acompanhados por algum acordeão e ao ritmo característico do adufe cantam as alvíssaras a Nossa Senhora.
Nossa Senhora da Granja,
Da Granja e da Granjinha,
Chamai-me Vós afilhado
Qu’eu Vos chamarei Madrinha!

## Os rituais e a fé à Nossa Senhora da Granja
A grande devoção que os povos circum-vizinhos tinham por Nossa Senhora da Granja ficou documentada ao longo dos anos, nos inúmeros ex-votos que lhe eram oferecidos, em agradecimento pelas benesses concedidas, quando a ela suplicavam em horas de aflição.
A Nossa Senhora da Granja recorria também o povo de Proença quando a meteorologia não corria de feição para as actividades agrícolas. A falta de chuva, ou o excesso dela, eram motivo de procissões rogatórias. A Santa era então trazida para a povoação e aqui ficava até que se fizesse o "milagre" e as condições atmosféricas ficassem favoráveis, altura em que Nossa Senhora da Granja regressaria, de novo em procissão, até à sua ermida.